# 潍县
濰縣，中国旧县名，始建制于明朝，为今天山东省潍坊市的市区。

## 历史
- 元朝时为潍州。明朝洪武元年（1368年），潍州治所北海县并入潍州。洪武十年（1377年）五月，降潍州为县。洪武二十二年（1389年）正月，由莱州府改属新设立的平度州[1]
- 清朝時期，仍为莱州府平度州所辖，属山东省。雍正十二年（1734年），直属莱州府，清朝考评：冲繁难[2]。
- 明清時期濰坊為有名的手工業生産地，“9000绣花女、3000铜铁匠”便是形容当时潍坊手工业发展之盛况，因此有“南苏州、北潍县”一说。
- 民国时期，先屬胶东道、莱胶道、淄青道管轄
- 1927年國民政府裁道設省，濰縣歸山东省管轄。
- 抗戰時期。潍坊有日本军在第二次世界大战建立的亚洲最大集中营潍县集中营。为了报复美国及其同盟国，日军专门用该集中营囚禁在华的外国人，甚至连后来擔任美国驻华大使的恒安石都曾关押于此。1941年12月7日，日军成功偷袭了珍珠港，作为报复及防范性措施，美国遂将合法侨居其国内的6万多日本人强行集中在洛杉矶附近隔离关押。日本人很快就对此作出回应。从1941年底开始，日本人在中国全境搜捕所有在华的外籍牧师、教师、医生和商人等，想将其全部关押以作为报复。这个集中关押外国犯人的集中营被选定在山东潍县的乐道院。这里本是北美基督教长老会的山东总部，为一处漂亮的欧式建筑，位于当时潍县东关门东南三里处虞河南岸。面积有五公顷多，诺贝尔文学奖获得者赛珍珠和美国《时代》杂志的创办人亨利·鲁斯都曾随父母在此居住过。院子里原来还有医院、学校等设施，也同时居住着许多中国人。1945年8月17日驻扎在重庆的美国飞虎队解放了集中营。
- 1948年4月，中国人民解放军华东野战军山东兵团取得潍县战役胜利，于27日完全攻占潍县县城。4月29日，设置潍坊特别市，為山東省直辖，市政府驻潍城，下辖潍县城、东关、南关、北关、坊子、望留6个区[3]。
- 1949年6月，潍坊特别市改名潍坊市，仍为山東省省辖市[3]。1950年，撤销潍坊市，設昌濰專區。1951年，重建潍坊市，为县级市，属昌潍专區管轄。
- 1967年3月13日，昌潍专区改名昌潍地区。1981年7月，昌潍地区改名潍坊地区[3]。
- 1983年10月，中華人民共和國撤销地区建制，改建省辖（地专级）市（簡稱地級市），稱濰坊市，实行市管县体制，轄三區（濰城、坊子、寒亭）九縣（益都、诸城、安丘、昌邑、寿光、临朐、昌乐、高密、五蓮）。